# Campionati panamericani di badminton a squadre
I Campionati panamericani di badminton a squadre  sono una competizione sportiva organizzata dalla Badminton World Federation (BWF), in cui si assegnano i titoli panamericani nella gara a squadre maschile e in quella femminile.
I primi campionati panamericani di badminton a squadre furono organizzati nel 2004 e si svolgono con cadenza biennale.

## Edizioni
| Anno | Città         | Nazione           |
| ---- | ------------- | ----------------- |
| 2004 | Saint Michael | Barbados          |
| 2006 | Lima          | Perù              |
| 2008 | Campinas      | Brasile           |
| 2010 | Lima          | Perù              |
| 2012 | El Monte      | Stati Uniti       |
| 2016 | Guadalajara   | Messico           |
| 2018 | Tacarigua     | Trinidad e Tobago |
| 2020 | Salvador      | Brasile           |
| 2022 | Acapulco      | Messico           |
| 2024 | San Paolo     | Brasile           |

## Medagliere
| Posiz. | Nazione     | Oro | Argento | Bronzo | Totale |
| ------ | ----------- | --- | ------- | ------ | ------ |
| 1      | Canada      | 9   | 9       | 2      | 20     |
| 2      | Stati Uniti | 9   | 6       | 1      | 16     |
| 3      | Perù        | 1   | 1       | 4      | 6      |
| 3      | Messico     | 1   | 1       | 3      | 5      |
| 4      | Brasile     | 0   | 2       | 5      | 7      |
| 5      | Guatemala   | 0   | 1       | 4      | 5      |
| 6      | Giamaica    | 0   | 0       | 1      | 1      |
| Totale | Totale      | 20  | 20      | 20     | 60     |